# Mesembrina resplendens
Mesembrina resplendens är en tvåvingeart som beskrevs av Johan August Wahlberg 1844. Mesembrina resplendens ingår i släktet Mesembrina och familjen husflugor. Arten är reproducerande i Sverige. Inga underarter finns listade i Catalogue of Life.